# Trinodes niger
Trinodes niger is een keversoort uit de familie spektorren (Dermestidae). De wetenschappelijke naam van de soort werd in 1928 gepubliceerd door Shonen Matsumura & Yokoyama.